# Colin Maclaurin
Colin MacLaurin (Kilmodan, febrero de 1698 - Edimburgo, 14 de junio de 1746) (48 años) fue un matemático escocés, conocido principalmente por idear el desarrollo en serie de Maclaurin.

## Biografía
Hijo de un ministro de parroquia en Argyll (Escocia), quedó huérfano de padre a los seis meses y huérfano de madre a los nueve años de edad. A los once años ingresó en la universidad de Glasgow y se graduó a los catorce.
En 1725 Maclaurin fue recomendado por Isaac Newton para un puesto en la Universidad de Edimburgo, donde pasó el resto de su vida. Ocho años después se casó con Ana Stewart, con quien tuvo siete hijos. En 1742 publicó Treatise of fluxions, donde introduce la llamada serie de Maclaurin, que permite evaluar funciones.
También en 1742 halló la fórmula que relaciona la velocidad de rotación de una esfera autogravitante con su achatamiento. Para deducirla consideró el equilibrio hidrostático entre dos columnas de líquido, una polar y otra ecuatorial, que confluyen en el centro de la Tierra.

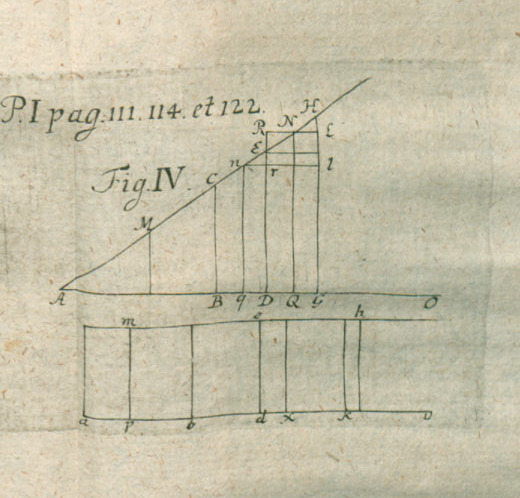
Ilustración desde la reseña de De fluxionibus libri duo publicada en Acta eruditorum, 1747

En 1744 los pastores presbiterianos Alexander Webster y Robert Wallace solicitaron su ayuda para hacer posible un seguro de vida para que tras la muerte de los pastores, las viudas y sus hijos menores de 16 años tuviesen una pensión. Los datos que tenían eran los siguientes; había 930 pastores de los cuales fallecían 27 al año, 18 de los 27 dejaban una viuda y de los 9 restantes sin viuda (debido a que sus mujeres murieron antes que ellos), 5 dejaban huérfanos. Estimaron la esperanza de vida de las viudas y también la probabilidad de que se volviesen a casar perdiendo así el derecho a la pensión. Para la realización de las estimaciones usaron la ley de los grandes números de Jakob Bernoulli además de unas tablas de actuarios realizadas por Edmond Halley sobre la probabilidad de morir en un determinado año según la edad. Resolvieron que los pastores debían de pagar de su salario 2 libras, 12 chelines y 1 penique al año cada uno de ellos. Lo que garantizaba una pensión de 10 libras al año para la viuda, también podían escoger pagar 6 libras, 11 chelines y 3 peniques; para una pensión de 25 libras cada año. Para 1765 habían estimado que el fondo para las viudas y los huérfanos iba a tener 58.348 libras, llegado el año reunían 58.347 libras.
En 1748, póstumamente, se publica Treatise of Algebra. En este tratado usó determinantes para resolver ecuaciones de cuatro incógnitas. Dos años después este método fue popularizado por Gabriel Cramer como Regla de Cramer.

## Eponimia
Además de los conceptos matemáticos que llevan su nombre, se tiene que:
- El cráter lunar Maclaurin lleva este nombre en su memoria.[4]
- El asteroide (13213) Maclaurin también conmemora su nombre.